# ای‌اس‌پی‌دات‌نت ام‌وی‌سی
چارچوب ای‌اس‌پی‌دات‌نت ام‌وی‌سی (به انگلیسی: ASP.NET MVC Framework) یک چارچوب نرم‌افزاری تحت وب هست که الگوی مدل-نما-کنترل‌گر (MVC) را پیاده‌سازی می‌کند.یک چهارچوب متن‌باز و سمت‌سرور است که برای توسعه وبسایت‌، وب‌اپلیکیشن‌ و وب‌سرویس‌ها کاربرد دارد. با استفاده از این محصول می توان صفحات وب پویا  تولید کرد.

## تاریخچه ASP.Net:
همانطور که میدانید مایکروسافت عاشق قدرت بود و میخواست قدرت خود را در سطح جهان مطرح کند به همین دلیل در سال 1996 تحولی عظیم در برنامه نویسی وب ایجاد و آن را به یک برگ برنده برای خود کرد آن هم با ارائه ASP.
اما با پیشرفت سریع این صنعت و محدودیت های ASP باعث ش مایکروسافت به فکر چاره باشد و بالاخره در سال 2002، اولین ورژن ASP.NET همزمان با اولین ورژن Visual Studio .NET به بازار عرضه شد و از آن به بعد با ارائه یک سری به‌روزرسانی ها، محصول خود را با نیازهای روز مطابق می‌کند.

## مزایاASP.Net:
- وب سایت ها و برنامه های کاربردی ساخته شده با ASP.NET سریعتر و از ساخت وب سایت با PHP است. دلیل این امر کامپایلری بودن ASP.NET است این درحالی است که php زبانی تفسیری است.

- هزینه نرم افزار یکی دیگر از عوامل مهم هنگام توسعه وب سایت است که مایکروسافت به این موضوع نیز رسیدگی کرد و شما میتوانید با استفاده از یک ویرایشگر متن ساده، ویرایشگرهای متنوع مختلف برنامه نویسی رایگان و نرم افزار همه کاره Visual Studio مایکروسافت که در یک نسخه رایگان برای استفاده غیر شرکتی  نوشت، استفاده کنید.

- موضوع بعدی هنگام نوشتن وب سایت، انتخاب یک بانک اطلاعاتی است که برنامه های ASP.NET می توانند از کلیه بانکهای اطلاعاتی رایج از جمله Microsoft SQL Server ، MySQL ، MariaDB ، Postgres ، MongoDB و CouchDB استفاده کنند.

## MVC
MVC یک معماری سه لایه است که به عنوان یکی از الگو های نرم افزاری در مهندسی نرم افزار مورد استفاده قرار می گیرد . این الگو منطق برنامه را از رابط کاربری به طور کامل جدا میکند تا به توسعه دهندگان امکان توسعه ، تست و نگهداری نرم افزار را در واحدهای مستقل انجام دهند که از سه کلمه گرفته شده است مثل: M معادل Model (مدل) ، V  معادل View (نمایشگر) و C معادل Controller (کنترلگر) است. در ادامه به معرفی این سه بخش می پردازیم .
- Model :

تمامی ارتباطات با بانک اطلاعاتی در این محیط صورت می‌گیرد در واقع این قسمت وظیفه ی ذخیره سازی داده ها در بانک اطلاعاتی ، تبدیل داده ها به شی (object) ،و بازیابی آن ها را برعهده دارد .
- View :

این بخش داده هایی که از مدل (Model) درخواست شده است را به کاربر نمایش می دهد و به عنوان واسط کاربری برنامه عمل میکند.
- Controller :

این لایه همانند یک پل ارتباطی بین View و Model عمل می‌کند. این بخش اطلاعات را از Model گرفته و برای نمایش به کاربر به View می‌فرستد.
جمع بندی:
با استفاده از ASP.NET می‌توانید برنامه‌های وب را با ساده‌ترین و دلچسب‌ترین محیط ممکن توسعه دهید. این فریم‌ورک که در سال 2002 توسط مایکروسافت به بازار عرضه شده است، در حال حاضر محبوبیتی جهانی دارد. امتیاز ویژه‌ی این فریم‌ورک نسبت به نسخه قبلی خود (ASP) پشتیبانی از زبان‌های کامپایل‌شونده مثل C# است.